# Список депутатов Жогорку Кенеша Кыргызской Республики V созыва
Список депутатов Жогорку Кенеш Кыргызстана V созыва избранные в 2010 году.
1. «Ата-Журт» — 28 мандатов;
2. СДПК — 26 мандатов;
3. «Ар-Намыс» — 24 мандата;
4. «Республика» — 23 мандата;
5. «Ата-Мекен» — 19 мандатов.[2]

## «Ата-Журт»
1. Абдылдаев, Мыктыбек Юсупович
2. Ташиев, Камчыбек Кыдыршаевич
3. Келдибеков, Ахматбек Келдибекович
4. Иманалиева, Эльмира Сансызбаевна
5. Тюлеев, Нариман Ташболотович
6. Кангельдиев, Азамат Нурказыевич
7. Джумабеков, Дастанбек Артисбекович
8. Джолдошова, Жылдызкан Айтибаевна
9. Кудайбергенов, Джаныш Камчыбекович
10. Чолпонбаев, Улан Сапарбекович
11. Айдаров, Нургазы Абдыраевич
12. Исаева, Динара Шертаевна
13. Молдобаев, Нарынбек
14. Султанов, Марат Абдыразакович
15. Жапаров, Садыр Нургожоевич
16. Эсеналиева, Сымбат
17. Сулайманов, Нурлан Чолпонбаевич
18. Суракматов, Азиз Эмильбекович
19. Шин, Роман
20. Мажитова, Шарапаткан
21. Арапбаев, Азамат Абдуллажанович
22. Осмонов, Курманбек Эргешович
23. Джунусов, Ибрагим Коджоназарович
24. Нарматова, Надира Азимовна
25. Мамытов, Талант Турдумаматович
26. Абдиев, Курмантай
27. Иманалиев, Жусуп Умарович
28. Осмонова, Нурзат Курманбековна

## СДПК
1. Атамбаев, Алмазбек Шаршенович
2. Исаков, Исмаил Исакович
3. Турсунбеков, Чыныбай Акунович
4. Карамушкина, Ирина Юрьевна
5. Атаджанов, Сабир Садыкджанович
6. Жээнбеков, Асылбек Шарипович
7. Алымбеков, Замирбек Маданбекович
8. Жамгырчиева, Гүлнара Оморовна
9. Эрматов, Эгемберди
10. Тербишалиев, Данияр Омурзакович
11. Сакебаев, Эркин Абдышевич
12. Ниязалиева, Дамира Абаскановна
13. Асанов, Курсан Сатарович
14. Салымбеков, Мамытбай Маткабылович
15. Салимов, Турсунтай Аблизович
16. Скрипкина, Галина Анатольевна
17. Домшенко, Олег Леонидович
18. Исаев, Жусупали Калматович
19. Туманов, Токтогул Туманович
20. Измалкова, Алла Николаевна
21. Султанов, Акылбек Шакирович
22. Орозбаев, Мамат
23. Зулпукаров, Төрөбай Закирович
24. Кадыралиева, Ыргал Кармышаковна
25. Жоошбеков, Заирбек Сулайманович
26. Кадыров, Бахтияр Сабиржанович

## «Ар-Намыс»
1. Кулов, Феликс Шаршенбаевич
2. Жапаров, Акылбек Усенбекович
3. Бакир, уулу Турсунбай
4. Мамырова, Бөдөш Аманбаевна
5. Артыков, Анвар Артыкович
6. Гусаров, Игорь Константинович
7. Туманов, Кубанычбек Туманович
8. Асымбекова, Гульнара Уметовна
9. Торобеков, Нурлан Надирович
10. Бекешев, Дастан Далабайевич
11. Маматалиев, Абдырахман Мадакимович
12. Талиева, Камила Абдыразаковна
13. Мамытов, Токтокучук Болотбекович
14. Калматов, Анарбек Баратович
15. Рыспаев, Кожобек Джайчыбекович
16. Бадыкеева, Нуржан Нуралиевна
17. Джетигенов, Бакытбек Дженишбекович
18. Узакбаев, Талантбек Макишович
19. Бекбоев, Замир Исакович
20. Лёвина, Татьяна Владимировна
21. Осмоналиев, Каныбек Осмоналиевич
22. Иманалиев, Каныбек Капашович
23. Маматов, Бактыгул Арстанович
24. Алтыбаева, Айнура Тойчиевна
25. Исаков, Эсенгул

## «Республика»
1. Бабанов, Омурбек Токтогулович
2. Алимбеков, Нурбек Каарыевич
3. Пирматов, Исхак Айтбаевич
4. Султанбекова, Чолпон Аалыевна
5. Исаев, Канатбек Кедейканович
6. Торобаев, Бакыт Эргешевич
7. Сулайманов, Алтынбек Турдубаевич
8. Баатырбеков Алмазбек Баатырбекович
9. Акназарова, Роза Корчубековна
10. Бокоев, Кенжебек Сатымкулович
11. Арипов, Назарали Турдалиевич
12. Джумалиева, Эльмира Бусурманкуловна
13. Обдунов, Элмурат Абдувапович
14. Осмонов, Малик Калылович
15. Аманбаева, Урулкан Абдилашимовна
16. Айтматов, Куштарбек Суюнбаевич
17. Шайназаров, Тынчтык Урайимович
18. Омурбекова, Алтынай Сейтбековна
19. Бакиров, Мирлан Исакбекович
20. Мурашев, Нурбек Мурпазылжанович
21. Бекматов, Абдыжапар Гапырович
22. Сабиров, Максат Эсенович
23. Режавалиев, Абдулатип Маматасанович

## Ата-Мекен
1. Текебаев, Омурбек Чиркешович
2. Шер, Болот
3. Никитенко, Наталья Владимировна
4. Сапарбаев, Жоомарт Рахатович
5. Алымбеков, Эркинбек Джумабаевич
6. Балтабаев, Ташполот
7. Сасыкбаева, Асия Айтбаевна
8. Самаков, Карганбек Садыкович
9. Маматов, Абдимуктар
10. Мадылбеков, Туратбек
11. Садырбаева, Гуласал
12. Абдырахманов, Омурбек
13. Тологонов, Райкан
14. Жээнбеков, Равшан Бабырбекович
15. Айтматова, Ширин
16. Калмаматов, Бактыбек
17. Сабиров, Равшанбек Азатович
18. Досалиев, Акуналы Атамурзаевич